# Michelangelo Aniello
Michelangelo Aniello (Mola di Bari, 16 ottobre 1976) è un giocatore di biliardo italiano.

## Biografia
Michelangelo Aniello è un giocatore di biliardo professionista che ha collezionato una vasta serie di successi in campo nazionale, europeo e mondiale.

## Palmarès
I principali risultati
- 2002 Campionato a squadre con Bari (Saint Vincent)
- 2004 Campionato a squadre con Firenze (Saint Vincent)
- 2005 Campionato Europeo a Squadre per Nazioni (Sottelville)
- 2006 Campione italiano Professionisti (Saint Vincent)
- 2006 Campione del Mondo specialità 5 birilli (Siviglia)
- 2006 Campione italiano a Coppie specialità Goriziana (Saint Vincent)
- 2007 Campione italiano Professionisti (Saint Vincent)
- 2009 Campionato italiano a Squadre (Saint Vincent)
- 2011 Campione italiano categoria Nazionali (Saint Vincent)
- 2013 Campione europeo specialità 5 birilli (Brandeburgo)
- 2013 Campione europeo per nazioni a squadre (Brandeburgo)
- 2015 Campione europeo specialità 5 birilli (Brandeburgo)
- 2016 Campione europeo per nazioni a squadre (Herstal)
- 2019 Campionato mondiale per nazioni a Squadre (Lugano)
- 2019 Campione europeo per nazioni a squadre (Brandeburgo)
- 2021 Campionato italiano Biathlon (5 birilli + carambola 3 sponde) (Calangianus)
- 2022 Campione europeo per nazioni a squadre (Hall in Tirol)
- 2022 Campione europeo specialità 5 birilli (Randers)
- 2023 Campione Europeo a squadre per Nazioni 5 birilli (Antalya)
- 2023 Campione italiano Professionisti (Saint Vincent)
- 2024 Campione Europeo a coppie miste (Calangianus)
- 2024 Campione Europeo specialità 5 birilli (Calangianus)
- 2024 Campione Europeo a Squadre Nazionali 5 birilli (Calangianus)
- 2025 Campione italiano Professionisti (Saint Vincent)

## BTP
Vittorie complessive nel circuito
- Stagione 2000/2001 (Legnano)
- Stagione 2004/2005 (Napoli)
- Stagione 2007/2008 (Frosinone)
- Stagione 2010/2011 (Alessandria)
- Stagione 2011/2012 (Milano)
- Stagione 2013/2014 (Gallipoli)
- Stagione 2013/2014 (Mantova)
- Stagione 2015/2016 (Gallipoli)
- Stagione 2016/2017 (Rho)
- Stagione 2021/2022 (Arco)
- Stagione 2021/2022 (Gallipoli)
- Stagione 2022/2023 (Vernio)
- Stagione 2022/2023 (Alba)
- Stagione 2023/2024 (Lucera)
- Stagione 2024/2025 (Calangianus)